# Impianto di raffreddamento
Un impianto di raffreddamento è un insieme di apparecchiature il cui compito è quello di abbassare la temperatura di un locale o di mantenere tale temperatura a valori relativamente bassi.
Tale diminuzione di temperatura può essere ad esempio mirata al funzionamento di una macchina termica o altro oggetto (quale può essere un motore a combustione esterna o un'apparecchiatura elettronica).
Vi possono esser diverse tipologie di impianto di raffreddamento: a liquido, ad aria, misto.

## Tecniche di raffreddamento

### Impianto a liquido
Questo tipo di raffreddamento è il più efficiente e si distingue in ciclo aperto e ciclo chiuso; quest'ultimo generalmente è costituito da un radiatore, che viene alimentato da un circuito dell'acqua quando la valvola termostatica si apre e tale liquido viene generalmente messo in moto da una pompa (sistema forzato), altrimenti viene utilizzato il sistema a sifone, cioè non viene usato nessun dispositivo per il pompaggio. Tale sistema ha tuttavia una costanza di funzionamento leggermente inferiore agli altri sistemi, soprattutto a veicolo fermo.
I mezzi come le automobili, camion o moto di grande cilindrata, vengono muniti di ventilatore, in modo che, a veicolo fermo, questi possano garantire uno scambio maggiore d'aria e quindi potenziare il raffreddamento.

### Impianto ad olio
Questo tipo di raffreddamento, denominato "raffreddamento aria-olio" è utilizzato raramente per raffreddare il motore ed è stato usato dalla Suzuki con il nome di SACS (Suzuki Advanced Cooling System). Tale sistema è una via di mezzo tra gli impianti a liquido ed a aria: rispetto ai sistemi a liquido, necessita di condotti più grandi per via della maggiore viscosità, richiedendo di conseguenza radiatori specifici, e resiste per temperature d'esercizio elevate, mentre in confronto ai sistemi ad aria, si riesce ad avere un raffreddamento più costante e necessita di alettature molto meno marcate.

### Impianto ad aria
Questo tipo di raffreddamento è più economico del raffreddamento a liquido e praticamente non richiede manutenzione. La superficie da raffreddare è costituita da una superficie alettata, investita da un'aria spinta da una ventola (sistema forzato); in alcuni impianti, per migliorare ulteriormente la sua efficienza, si utilizzano delle prese d'aria e dei convogliatori che ricoprono l'intera superficie da raffreddare, in modo d'assicurare l'investimento dell'aria su tale superficie.

### Impianto misto
Usano due diverse modalità di raffreddamento, che possono essere il sistema aria per un componente del motore e il sistema ad olio o a liquido per un'altra parte del motore, generalmente prestando il sistema che riesce ad estrarre maggiore calore per la testata, parte del motore che è più esposta al calore della combustione, come nel caso del Mixed Cooling System della Minarelli usato su alcune versioni del Minarelli P6  Un'altra soluzione potrebbe essere quella di sottoporre un organo a due fonti di raffreddamento, come il raffreddamento a liquido e ad aria.
Un esempio recente di motore a raffreddamento misto è il motore della BMW R 1200 GS.

## Modalità di raffreddamento
Gli impianti di raffreddamento, a seconda del tipo di impiego per cui vengono adoperati, assumono nomi differenti:

### Impianto a raffreddamento libero
in questo tipo si ha l'assenza di qualsiasi dispositivo attivo (ventole, pompe, ecc..) atto a migliorare la funzionalità del sistema. Se tale impianto sarà a liquido, non ci saranno né pompa o liquido, né la ventola del radiatore dell'impianto a liquido. Se invece tale impianto sarà ad aria, non utilizzerà la ventola di raffreddamento del sistema ad aria.

### Impianto a raffreddamento forzato
Questo tipo ha l'uso di un qualsiasi dispositivo attivo (ventole, pompe, ecc..) atto a migliorare la funzionalità del sistema, quindi se tale impianto sarà a liquido, si avrà la pompa del liquido, inoltre può essere presente anche la ventola del radiatore dell'impianto a liquido, se invece tale impianto sarà ad aria, si utilizzerà la ventola di raffreddamento del sistema ad aria.

## Temperature superfici interne
La conduzione di calore di un organo caldo all'impianto di raffreddamento non avviene immediatamente e per questo, in particolar modo nei motori endotermici, può esserci una marcata differenza di temperatura tra l'impianto di raffreddamento e le pareti interne del motore.

## Raffreddamento nei motori a combustione interna
Non tutto il calore fornito al fluido (aria) durante la combustione si traduce in lavoro di espansione del fluido stesso. Generalmente, se si considera un tipico motore alternativo a pistoni per propulsione veicolare, circa un terzo dell'energia si traduce in lavoro utile. Un altro terzo è dissipato attraverso i gas di scarico che, sebbene arrivati a fine espansione, possiedono ancora una considerevole energia in termini di pressione e temperatura (che sempre più spesso viene parzialmente recuperata tramite un turbocompressore di sovralimentazione). Il rimanente terzo di energia termica si trasmette dal fluido agli elementi costruttivi del motore, aumentandone la temperatura. Questa però va mantenuta entro certi limiti per impedire la degradazione delle caratteristiche meccaniche di questi componenti, o la loro fusione. Anche l'olio lubrificante non deve eccedere una certa temperatura per mantenere il suo potere lubrificante. Il calore in eccesso va quindi sottratto mediante l'impianto di raffreddamento.
Si tratta di un "male necessario", perché è energia termica che viene dissipata anziché rimanere immagazzinata nel fluido fornendo lavoro utile, però ciò è indispensabile per l'integrità del motore. Poiché si vuole minimizzare questo scambio termico dissipativo, che riduce il rendimento globale del motore e aumenta i consumi, si cerca di far lavorare il motore alla temperatura più alta possibile, compatibilmente con i materiali costruttivi, l'olio lubrificante e, se raffreddato a liquido, col punto di ebollizione dello stesso.
Nelle turbomacchine di piccole dimensioni, in genere non è presente un impianto di raffreddamento vero e proprio, in quanto solo una parte del flusso d'aria dà luogo alla combustione, mentre il restante bypassa la camera di combustione (raffreddandone le pareti) e si mescola coi gas roventi di combustione abbassandone la temperatura prima dell'ingresso nella sezione della turbina.
Nelle turbomacchine più grosse e potenti, le palette dei primi stadi della turbina sono cave e raffreddate dall'interno con aria compressa spillata a valle del compressore (comunque calda, ma molto meno dei gas combusti), ed espulsa tramite dei forellini capillari andando a formare una "pelle" di aria più fresca intorno al profilo delle palette stesse.

## Ausili
L'impianto di raffreddamento nel caso dei motore a combustione interna può essere sfruttato anche per riscaldare l'abitacolo del veicolo, inoltre nei paesi dal clima più rigido può essere arricchito da un riscaldatore ausiliario per il blocco motore, il quale può riscaldare il motore in modo da facilitarne l'avvio a freddo e velocizzare il raggiungimento del regime termico; inoltre può essere in grado di forzare la circolazione del liquido refrigerante del motore quando questo è spento in modo da garantire il funzionamento dell'impianto di riscaldamento dell'abitacolo.